# サトウトシキ
サトウ トシキ（本名：佐藤 俊喜、1961年5月6日 - ）は、日本の映画監督。

## 略歴
福島県白河市出身。福島県立白河高等学校在学中に石井輝男や東映ヤクザ映画に影響を受ける。1981年に日活芸術学院卒業。フリーの助監督としてピンク映画の世界に入り、1989年『獣－けだもの－』で監督デビュー。
脚本家の小林政広とのコンビで問題作を発表し続ける傍ら、1994年 アテネ・フランセで特集上映が行われ、1995年『痴漢電車人妻篇 奥様は痴女』（後に『tandem』と改題）がロッテルダム国際映画祭で上映される。1996年『LUNATIC』、『アタシはジュース』、1997年『夢の後始末』、1998年『迷い猫』、1999年『今宵かぎりは…』、2000年『団地妻不倫でラブラブ』、2001年『青空』、2002年『夢なら醒めて…』、『ロスト・ヴァージンやみつき援助交際』、2005年には、留学生2人の入部をきっかけに、廃部の危機から息を吹き返した広島大の相撲部をモデルにした『ちゃんこ』（主演：須藤温子）、2009年に公開の『ジャイブ』（主演：石黒賢）などを監督。
題材はダークな殺人劇から日常的コメディ、青春映画まで幅広いが、透明感のある演出は一貫している。独自の世界観のある映画監督として、ピンク映画の枠を超えてミニシアター系のファンから支持される。佐藤寿保、瀬々敬久、佐野和宏らと共に「ピンク四天王」と呼ばれている。日本映画学校で教鞭をとり、現在日本映画大学教授。

## フィルモグラフィー
特記なき作品は監督のみ。

### 映画
- 赤い報告書 鮮血の天使 (1988年)
- 獣 けだもの（1989年）
- Eカップ本番-II-豊熱（1989年）
- 田代水絵 ザ・本番アクメ おいしい水の作り方（1989年）
- ぐしょ濡れ全身愛撫 BODY-TOUCH（1990年）
- 最新ソープテクニック2 泡姫御殿（1990年） - 監督・脚本　※別タイトル「ヨシワラ」
- 過激本番ショー 異常者たちの夜（1990年）
- ザッツ変態テインメント 異常SEX大全集（1991年） - 監督・脚本
- アブノーマル・エクスタシー（1991年）
- 特別（生）企画 ザ・投稿ビデオ（1992年）
- 不倫妻の性 快楽あさり（1992年）
- 痴漢通勤電車 OLたちの性（1993年）
- ペッティング・レズ 性感帯（1993年）
- 痴漢電車人妻篇 奥様は痴女 (tandem) （1994年）
- 覗きがいっぱい 愛人の生下着（1994年）
- 悶絶本番 ぶちこむ!!（1995年）
- LUNATIC（1996年）
- 河原崎家の一族（1996年）
- アタシはジュース（1996年）
- 夢の後始末（1997年） - 監督・製作
- 迷い猫（1998年）[3]
- 今宵かぎりは…（1999年）
- 団地妻不倫でラブラブ（2000年）
- 青空（2001年）
- ロスト・ヴァージン やみつき援助交際（2002年）
- Perfect Blue 夢なら醒めて（2002年）
- 団地の奥さん、同窓会に行く（2004年）
- ちゃんこ（2005年）
- 愛妻日記　2008年）
- ジャイブ 海風に吹かれて（2009年）
- ちちり-欺-（2010年）
- 青春Hシリーズ
  - イチジクコバチ（2011年）
  - 花つみ（2011年）
  - 青二才（2012年）
- 名前のない女たち　うそつき女（2018年）
- 短篇集 さりゆくもの「もっとも小さい光」（2021年2月20日、ぴんくりんくフイルム）※オムニバス映画の一編を担当[4]
- さすらいのボンボンキャンディ（2022年）[5]

### オリジナルビデオ・DVD
- 闘龍伝（1995年）
- 闘龍伝2（1995年）
- ロマンティックマニア (1997年)
- 亡霊学級 少女の戦慄 (1997年)
- サイコ・ドクター 白濁のしたたり (2000年)
- 新任女教師 暴かれる過去 (2001年)
- 団地妻 隣りのあえぎ (2001年)
- ネオン蝶（2013年）
- Shame Hair ＜シェイム・ヘア＞ モーニングセット、牛乳、春（2013年）